# Lago do Crocodilo
O Lago Timsah, também conhecido como Lago do Crocodilo, é um lago no Egito, no delta do Nilo. Encontra-se em uma bacia desenvolvida ao longo de uma falha que se estende desde o Mar Mediterrâneo até o Golfo de Suez, através da região dos Lagos Amargos. Em 1800, uma enchente encheu o Uádi Tumilate, que causou a transbordamento das margens do Timsah e levou a água ao sul para os Lagos Amargos, a cerca de (14 km) de distância.  Em 1862, o lago estava cheio de águas do Mar Vermelho.

## Geografia
O Lago Timsah está dentro de uma depressão que atravessa o istmo entre o Mar Vermelho e o Mar Mediterrâneo. Os pontos mais baixos da depressão formam lagos naturais rasos, dos quais Timsah é um deles. A área de superfície do lago Timsah cobre 5,4 milhas quadradas. A maior parte do lago é pantanosa e a profundidade raramente excede 3 pés (1 metro).
Tem sido afirmado que, nos tempos antigos, o Lago Timsah era o terminal norte do Mar Vermelho.
Em 4 de Março de 1863, a cidade de Ismaília, batizada em homenagem ao vice-rei Ismail Paxá, surgiu na margem norte do Lago Timsah. Várias praias têm vista para o lago, incluindo Moslem Youth, Fayrouz, Melaha, Bahary, Taawen e algumas praias da Autoridade do Canal de Suez.

## Canais

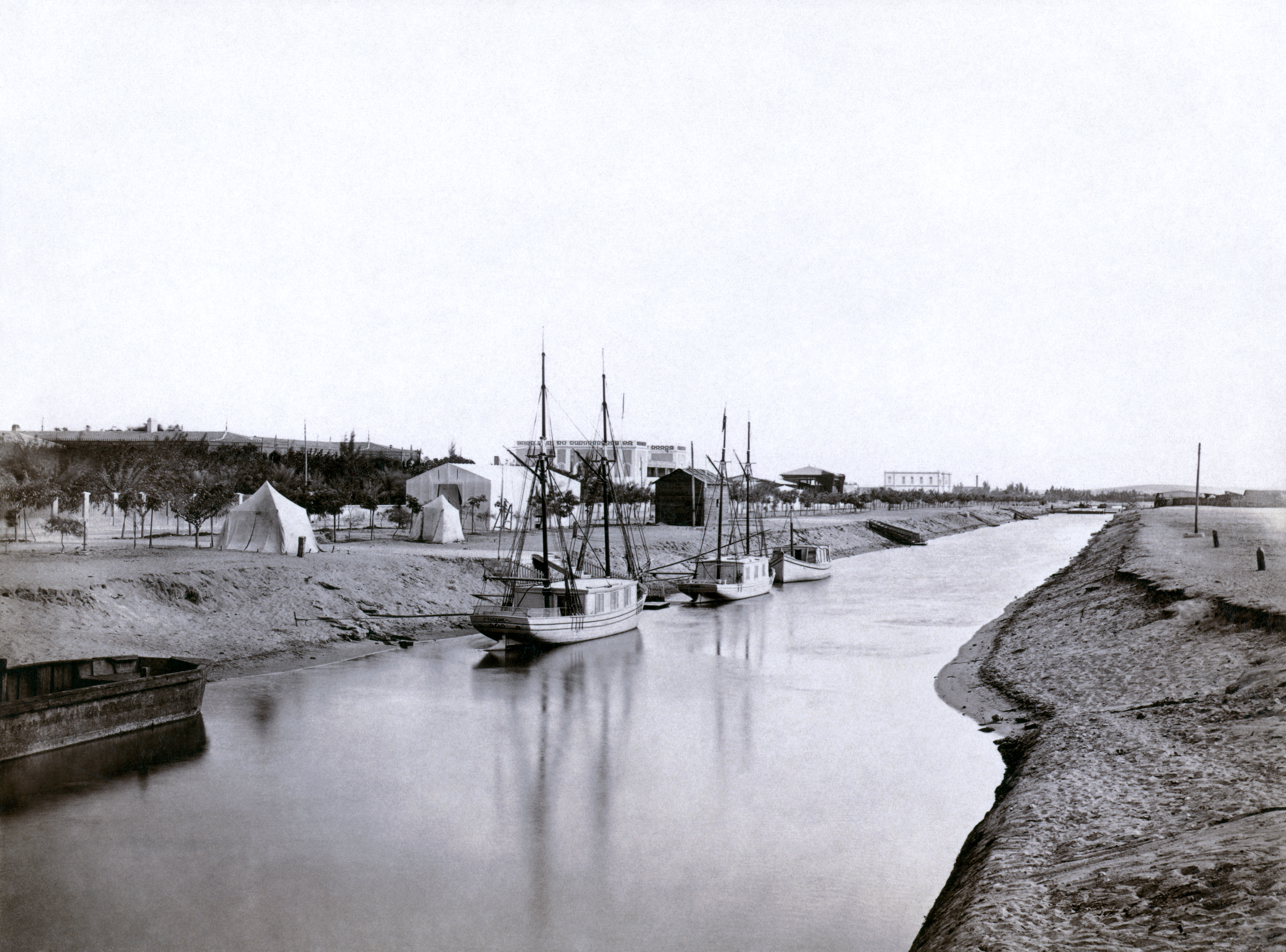
O Canal de Suez em Ismaília da margem norte do Lago Timsah, c. 1860. Conclusão do segmento que trouxe águas do Lago Manzaleh para o Lago Timsah

O Lago Timsah possivelmente primeiro tornou-se a junção da construção do canal há aproximadamente 4.000 anos durante o Médio Império no Egito, e foi expandido por Dario I. A construção do Canal de Suez nas proximidades do Lago Timsah começou em 1861 no segmento norte do lago. Os preparativos iniciais incluíam a construção de galpões para abrigar 10.000 trabalhadores, serrarias a vapor e importação de grandes quantidades de carrinhos de mão e pranchas de madeira. 3.000 trabalhadores cavaram um canal do Nilo até oo Lago Timsah em 1861 e 1862, o que trouxe um suprimento de água potável para a região. Também foi proposto construir um porto de meia passagem neste ponto ao longo do canal.
A secção Ismaília do Canal de Suez, que ligava o Lago Manzala ao Lago Timsah, foi concluída em Novembro de 1862. A construção do segmento foi concluída com trabalho forçado, que expandiu a força de trabalho para 18.000 homens.  A trincheira mediu 15 m de largura por quatro a seis pés de profundidade e ligou o Lago Timsah ao Mar Mediterrâneo. O trabalho começou a sul do Lago Timsah em 1862-1863, enquanto a expansão continuava no segmento norte. Trabalho forçado foi usado durante a construção do canal de Março de 1862 até que Ismail Paxá proibiu a prática em 1864. Como resultado do canal, as águas do Lago Manzaleh fluíram para o Lago Timsah. A expansão continuou no segmento norte até 1867 e no segmento sul até 1876.

## Meio Ambiente
O Lago Timsah é um lago salgado que experimenta variações significativas na salinidade. Projetos de engenharia humana afetaram a salinidade, com mudanças resultantes na biota do lago. As diminuições na salinidade foram notadas já em 1871, após a construção do Canal de Suez, e o subsequente aumento do canal do Nilo e outros projetos de construção aumentaram o influxo de água doce para o lago. A tomada El-Gamil serve como principal fonte de água salgada do Lago Timsah. A principal fonte de água doce de Timsah era a inundação anual do Nilo até que a represa de Assuã interrompeu esses fluxos em 1966, embora as águas subterrâneas também sejam responsáveis por grande parte do suprimento de água doce do lago. O Lago Timsah experimenta tanto variações de estratificação na salinidade quanto variações sazonais na salinidade, e nas últimas décadas a taxa de água doce tem ultrapassado a taxa salobra.
Em 2002, foi realizado um estudo para verificar as concentrações de hidrocarbonetos aromáticos policíclicos (HAPs) em peixes e moluscos que os habitantes locais consomem do lago. As amostras incluíram tilápia, caranguejos, bivalves, amêijoas e gastrópodes. Os resultados mostraram que os caranguejos continham "concentrações significativamente mais altas de PAHs totais e carcinogênicas do que outras espécies, enquanto os moluscos continham níveis significativamente mais baixos de HPAs".
Em 2003, vários grupos tentaram aliviar a poluição do lago. Foi um evento significativo para a comunidade local, já que o lago tem importância económica para a cidade e os seus pescadores.